# Ceratinella

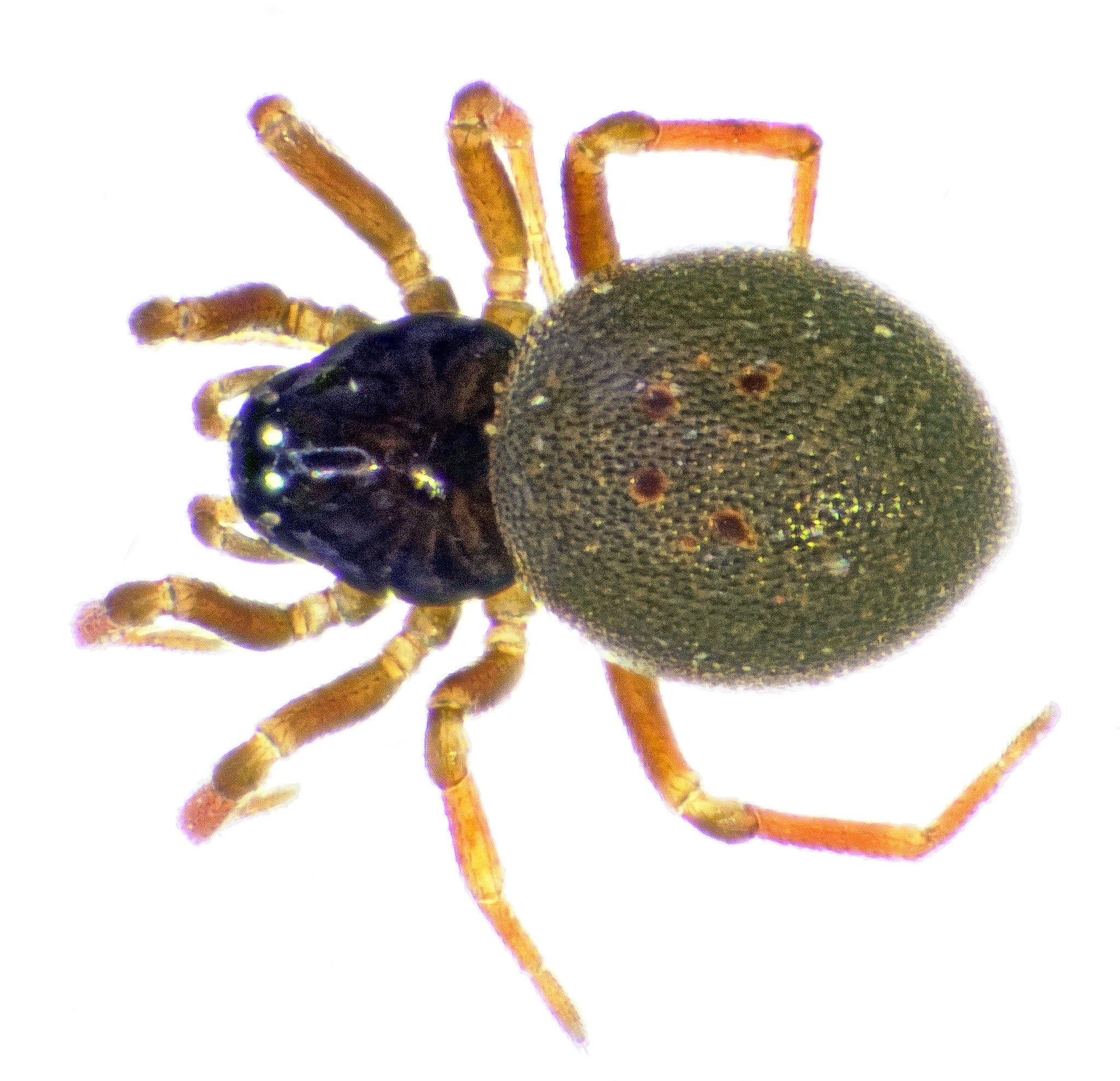
Foto de uma aranha do Gênero Caratinella

Ceratinella é um gênero de aranhas da família Linyphiidae.